# 드림팰리스
《드림팰리스》는 2023년에 개봉한 대한민국의 영화이다.

## 캐스팅
- 김선영 : 혜정 역
- 이윤지 : 수인 역
- 최민영 : 동욱 역
- 이대연 : 인모 역
- 김태훈 : 용민 역
- 김용준 : 호섭 역
- 오자훈 : 성민 역
- 정서연 : 주희 역
- 류성록
- 장문규 : 이삿짐센터소장역

## 수상 목록
- 2023년 제43회 한국영화평론가협회상 감독상 (가성문)
- 2023년 제43회 한국영화평론가협회상 여우조연상 (이윤지)
- 2023년 제43회 한국영화평론가협회상 영평10선 (드림팰리스)
- 2024년 제11회 서울국제영화대상 여우조연상 (이윤지)